# Eustomias crossotus
Eustomias crossotus es una especie de pez de la familia Stomiidae en el orden de los Stomiiformes.

## Morfología
• Los machos pueden llegar alcanzar los 12,8 cm de longitud total.

## Hábitat
Es un pez de mar y de aguas profundas que vive hasta 330 m de profundidad.

## Distribución geográfica
Se encuentra en el Pacífico occidental (entre 10 ° -20 ° N y 120 ° -140 ° E) el Mar de la China Meridional y frente a las costas de las Islas Salomón.